# Livet vann, dess namn är Jesus
Livet vann, dess namn är Jesus är en påskpsalm skriven 1973 av Olov Hartman. Den är fritt en äldre psalm av Charles Wesley (Christ the LORD is Risen today). (Jfr slutradernas "Made like him, like him we rise, / Christ has opened Paradise" med Hartmans "Jesus uppstod. Också vi / uppstod då till evigt liv"). Första versen bygger på Uppenbarelseboken 1:18, andra versen på Matteusevangeliet 28:20, Efesierbrevet 4:5 och Första Korintierbrevet 10:17. Tredje versen bygger på Johannesevangeliet 6:51 och fjärde versen på Andra Korintierbrevet 5:14-15 och Första Johannesbrevet 3:16. Melodin är engelsk, känd från 1708 (Bb-dur eller C-dur, 4/4), och är rörlig med stort omfång.

## Publicerad i
- Herren Lever 1977 som nummer 877 under rubriken "Kyrkans år - Påsktiden".[1]
- Den svenska psalmboken 1986 som nummer 153 under rubriken "Påsk".
- Finlandssvenska psalmboken 1986 som nummer 102 under rubriken "Påsk".
- Hela familjens psalmbok 2013 som nummer 95 under rubriken "Hela året runt".[2]